# Lee Unkrich
Lee Unkrich (ur. 8 sierpnia 1967 w Chagrin Falls) – amerykański reżyser, scenarzysta i montażysta filmów animowanych. Wieloletni pracownik wytwórni Pixar Animation Studios.

## Życiorys
Ukończył USC School of Cinematic Arts. Pracę w Pixarze rozpoczął w 1994 jako montażysta filmu Toy Story. Pierwszym filmem, w którym pełnił rolę współreżysera było Toy Story 2. Później pracował m.in. przy Gdzie jest Nemo? (uhonorowanym w 2004 Nagrodą Akademii Filmowej w kategorii "Najlepszy długometrażowy film animowany").
Jest członkiem amerykańskiego stowarzyszenia montażystów filmowych American Cinema Editors.

## Filmografia
- Coco (2017) (reżyser)
- Toy Story 3 (2010) (reżyser)
- Gdzie jest Nemo? (2003) (współreżyser, montażysta)
- Potwory i spółka (2001) (współreżyser, montażysta)
- Toy Story 2 (1999) (współreżyser, montażysta)
- Dawno temu w trawie (1998) (montażysta)
- Toy Story (1995) (montażysta)
- Rozłączone przez morderstwo  (1994) (montażysta)
- Jedwabne pończoszki (1991) (reżyser, montażysta)

## Wyróżnienia
- 2018: Bafta Najlepszy film animowany za Coco (2017)[1]
- 2017 Oscar za najlepszy film animowany ("Coco")
- 2011 Bafta: Najlepszy film animowany za Toy Story 3 (2010)[1]
- 2010 Oscar za najlepszy film animowany ("Toy Story 3")
- 2009 MFF w Wenecji Złoty Lew za całokształt twórczości — Zdobywca[1]
- 2004 Eddie (nominacja), najlepszy montaż komedii lub musicalu (Gdzie jest Nemo?)
- 2004 Annie, najlepsza reżyseria filmu animowanego (Gdzie jest Nemo?)
- 2003 Annie (nominacja), najlepsza reżyseria filmu animowanego (Potwory i spółka)
- 2003 Europejska Nagroda Filmowa (nominacja), najlepszy film spoza Europy (Gdzie jest Nemo?)
- 2002 Hochi Film Award, najlepszy film obcojęzyczny (Potwory i spółka)
- 2000 Annie, wyjątkowe osiągnięcia indywidualne w dziedzinie reżyserii filmów animowanych (Toy Story 2)